# Burkhan Khaldun
Le mont Burkhan Khaldun (mongol : ᠪᠤᠷᠬᠠᠨ
ᠬᠠᠯᠳᠤᠨ, VPMC : Burqan qaldun, cyrillique : Бурхан Халдун, MNS : Burkhan Khakdun) est une montagne située dans les monts Khentii dans l'aïmag de Khentii en Mongolie. La montagne est, selon l'hypothèse la plus probable, le lieu de la sépulture de Gengis Khan ; elle pourrait aussi être son lieu de naissance. 
La montagne est située dans les 12 270 km2 de l'aire strictement protégée de Khan-Khentii, qui a été établie en 1992. Le Burkhan khaldun est considéré comme la montagne la plus sacrée de Mongolie, ayant été officiellement déclarée sacrée par Genghis Khan lui-même, quoiqu'il soit démontré que la montagne avait déjà une grande signification religieuse bien avant que Genghis Khan lui donne l'importance qu'elle a aujourd'hui. La « Grande montagne Burkhan Khaldun et son paysage sacré environnant » ont été inscrits au patrimoine mondial par l'UNESCO en 2015.

## Recherches archéologiques
Une expédition française officieuse conduite par l'archéologue Pierre-Henri Giscard, spécialiste de l'archéologie mongole, a été menée, semblant confirmer de façon non destructrice la présence du tombeau impérial,.